# Глад (физиологија)
Глад је осећај који мотивише конзумирање хране. Осећај глади се обично манифестује након само неколико сати без јела и генерално се сматра непријатним. Ситост се јавља између 5 и 20 минута након јела. Постоји неколико теорија о томе како настаје осећај глади. Жеља за јелом, или апетит, је још један осећај који се доживљава у вези са јелом.
Термин глад се такође најчешће користи у друштвеним наукама и политичким дискусијама да опише стање људи који пате од хроничног недостатка довољно хране и стално или често доживљавају осећај глади, што може довести до неухрањености. Здрава, добро ухрањена особа може да преживи недељама без уноса хране, са тврдњама у распону од три до десет недеља.

## Болови од глади
Физички осећај глади повезан је са контракцијама стомачних мишића. Верује се да су ове контракције – које се понекад називају боловима глади када постану јаке – изазване високим концентрацијама хормона грелина. Хормони пептид YY и лептин могу имати супротан ефекат на апетит, изазивајући осећај ситости. Грелин се може ослободити ако ниво шећера у крви падне - стање које може бити резултат дугих периода без јела. Контракције стомака од глади могу бити посебно тешке и болне код деце и младих одраслих.
Глад се може погоршати нередовним оброцима. Људи који не могу себи да приуште да једу више од једном дневно понекад одбијају једнократне додатне оброке, јер ако не једу у отприлике исто време следећих дана, могу да доживе изузетно јаке нападе глади. Старији људи могу да осећају мање насилне контракције стомака када огладњују, али и даље трпе секундарне ефекте који су последица ниског уноса хране: то су слабост, раздражљивост и смањена концентрација. Продужени недостатак адекватне исхране такође узрокује повећану подложност болестима и смањену способност тела да се излечи.

## Краткорочна регулација глади и уноса хране
Краткорочна регулација глади и уноса хране укључује неуронске сигнале из ГИ тракта, нивое хранљивих материја у крви, хормоне ГИ тракта и психолошке факторе.

### Неурални сигнали из ГИ тракта
Једна метода коју мозак користи за процену садржаја црева је кроз вагусна нервна влакна која преносе сигнале између мозга и гастроинтестиналног тракта (ГИ тракт). Рецептори за истезање раде на инхибирању апетита након дистензије ГИ тракта тако што шаљу сигнале дуж аферентног пута вагусног нерва и инхибирају центар за глад.

### Хормонски сигнали
Хормони инсулин и холецистокинин (CKK) се ослобађају из ГИ тракта током апсорпције хране и делују тако да потискују осећај глади. CKK је кључан у сузбијању глади због своје улоге у инхибицији неуропептида Y. Нивои глукагона и епинефрина расту током поста и стимулишу глад. Грелин, хормон који производи стомак, је стимуланс апетита.

### Психолошки фактори
Чини се да су два психолошка процеса укључена у регулисање краткорочног уноса хране: допадање и жеља. Свиђање се односи на укус или мирис хране, који се смањује поновљеном конзумацијом. Жеља је мотивација за конзумирање хране, која се такође смањује поновљеном конзумацијом хране и може бити последица промене у процесима везаним за памћење. Жеља може бити изазвана разним психолошким процесима. Мисли о храни могу упасти у свест и бити разрађене, на пример, као када неко види рекламу или помирише пожељну храну.

## Дуготрајно регулисање глади и уноса хране
Регулација апетита (апестат) била је предмет многих истраживања; открића су укључивала откриће 1994. лептина, хормона који производи масно ткиво за које се чинило да даје негативне повратне информације. Лептин је пептидни хормон који утиче на хомеостазу и имуне одговоре. Смањење уноса хране може смањити ниво лептина у телу, док повећање уноса хране може повећати ниво лептина. Касније студије су показале да је регулација апетита изузетно сложен процес који укључује гастроинтестинални тракт, многе хормоне и централни и аутономни нервни систем. Циркулишући цревни хормони који регулишу многе путеве у телу могу или стимулисати или потиснути апетит. На пример, грелин стимулише апетит, док холецистокинин и глукагону сличан пептид-1 (GLP-1) потискују апетит.

### Ефектор
Лучно једро хипоталамуса, део мозга, је главни регулаторни орган за људски апетит. Многи неуротрансмитери мозга утичу на апетит, посебно допамин и серотонин. Допамин делује првенствено кроз центре за награђивање у мозгу, док серотонин првенствено делује кроз ефекте на неуропептид Y (NPY)/агутију сродан пептид (AgRP) [стимулише апетит] и проопиомеланокортин (POMC) [индукује ситост] неуроне који се налазе у лучном једру. Слично томе, хормони лептин и инсулин потискују апетит кроз ефекте на AgRP и POMC неуроне.
Хипоталамокортикалне и хипоталамолимбичке пројекције доприносе свести о глади, а соматски процеси које контролише хипоталамус укључују вагални тонус (активност парасимпатичког аутономног нервног система), стимулацију штитасте жлезде (тироксин регулише брзину метаболизма), хипоталамус-хипофиза надбубрежне осовине и велики број других механизама. Процеси везани за опиоидне рецепторе у nucleus accumbens и вентралном палидуму утичу на укус хране.
Nucleus accumbens (NAc) је подручје мозга које координира неуротрансмитерске, опиоидне и ендоканабиноидне сигнале за контролу понашања при храњењу. Неколико важних сигналних молекула унутар NAc љуске модулира мотивацију за јело и афективне реакције на храну. Ови молекули укључују допамин (DA), ацетилхолин (Ach), опиоиде и канабиноиде и рецепторе за њихово деловање у мозгу, DA, мускаринске и μ-опиоидне рецепторе (MOR) и CB1 рецепторе.

### Сензор
Хипоталамус осећа спољашње надражаје углавном преко бројних хормона као што су лептин, грелин, PYY 3-36, орексин и холецистокинин; сви модификују одговор хипоталамуса. Производе их дигестивни тракт и масно ткиво (лептин). Системски медијатори, као што су фактор некрозе тумора-алфа (TNHFα), интерлеукини 1 и 6 и кортикотропин-ослобађајући хормон (CRH) негативно утичу на апетит; овај механизам објашњава зашто болесни људи често једу мање.
Лептин, хормон који луче искључиво масне ћелије као одговор на повећање телесне масноће, важна је компонента у регулацији дуготрајне глади и уноса хране. Лептин служи као мождани индикатор укупних залиха енергије у телу. Када нивои лептина порасту у крвотоку, они се везују за рецепторе у ARC. Функције лептина су:
- Сузбија ослобађање неуропептида Y (NPY), који заузврат спречава ослобађање орексина који повећава апетит из латералног хипоталамуса. Ово смањује апетит и унос хране, подстичући губитак тежине.
- Стимулише експресију кокаина и амфетамина регулисаног транскрипта (CART).

Иако повећање нивоа лептина у крви до неке мере промовише губитак тежине, његова главна улога је да заштити тело од губитка тежине у временима нутритивне депривације. Показало се да и други фактори утичу на дугорочну регулацију глади и уноса хране, укључујући инсулин.
Поред тога, биолошки сат (који регулише хипоталамус) стимулише глад. Процеси из других церебралних локуса, као што су из лимбичког система и церебралног кортекса, пројектују се на хипоталамус и мењају апетит. Ово објашњава зашто се у клиничкој депресији и стресу унос енергије може прилично драстично променити.

## Теорије задатих тачки
Теорије задатих тачака глади и једења су група теорија развијених 1940-их и 1950-их које раде под претпоставком да је глад резултат енергетског дефицита и да је једење средство којим се енергетски ресурси враћају на њихов оптимални ниво, или задату тачку енергије. Према овој претпоставци, сматра се да су енергетски ресурси особе на или близу постављене тачке убрзо након јела, а сматра се да ће опасти након тога. Када ниво енергије особе падне испод одређеног прага, осећа се глад, што је начин на који тело мотивише особу да поново једе. Претпоставка задате тачке је механизам негативне повратне спреге. Две популарне теорије задате тачке укључују теорију глукостатичке задате тачке и липостатичку теорију постављене тачке. 
Теорије постављене тачке о глади и једењу представљају бројне слабости.
- Садашња епидемија гојазности и поремећаја у исхрани подрива ове теорије.[17]
- Теорије постављене тачке о глади и једењу нису у складу са основним еволуционим притисцима који се односе на глад и исхрану како се тренутно схватају.[18]
- Главна предвиђања теорија постављених тачака о глади и једењу нису потврђена.[19]
- Они не препознају друге психолошке и социјалне утицаје на глад и исхрану.[20]

## Позитивно-подстицајна перспектива
Перспектива позитивног подстицаја је кровни термин за скуп теорија представљених као алтернатива теоријама о глади и исхрани. Централна тврдња за перспективу позитивног подстицаја је идеја да људи и друге животиње обично нису мотивисани да једу енергетским дефицитима, већ су уместо тога мотивисани да једу очекиваним задовољством због јела, или вредности позитивног подстицаја. Према овој перспективи, исхрана се контролише на исти начин као и сексуално понашање. Људи се упуштају у сексуално понашање, не због унутрашњег дефицита, већ зато што су еволуирали да жуде за њим. Слично томе, еволуцијски притисци неочекиване несташице хране обликовали су људе и све друге топлокрвне животиње да искористе храну када је присутна. Присуство добре хране, или само њено ишчекивање, чини човека гладним.

## Глад пре оброка
Пре конзумирања оброка, енергетске резерве тела су у разумној хомеостатској равнотежи. Међутим, када се поједе оброк, долази до прилива енергетског горива у крвоток који ремети хомеостазу. Када се приближи уобичајено време оброка, тело предузима кораке да ублажи утицај прилива горива који ремети хомеостазу ослобађањем инсулина у крв и снижавањем нивоа глукозе у крви. Ово снижавање нивоа глукозе у крви изазива глад пре оброка, али не нужно и енергетски дефицит.

## Слични услови
Жудња за храном је интензивна жеља за конзумирањем одређене хране, за разлику од опште глади. Слично, жеђ је жудња за водом.